# St. Mariä Rosenkranz (Porselen)

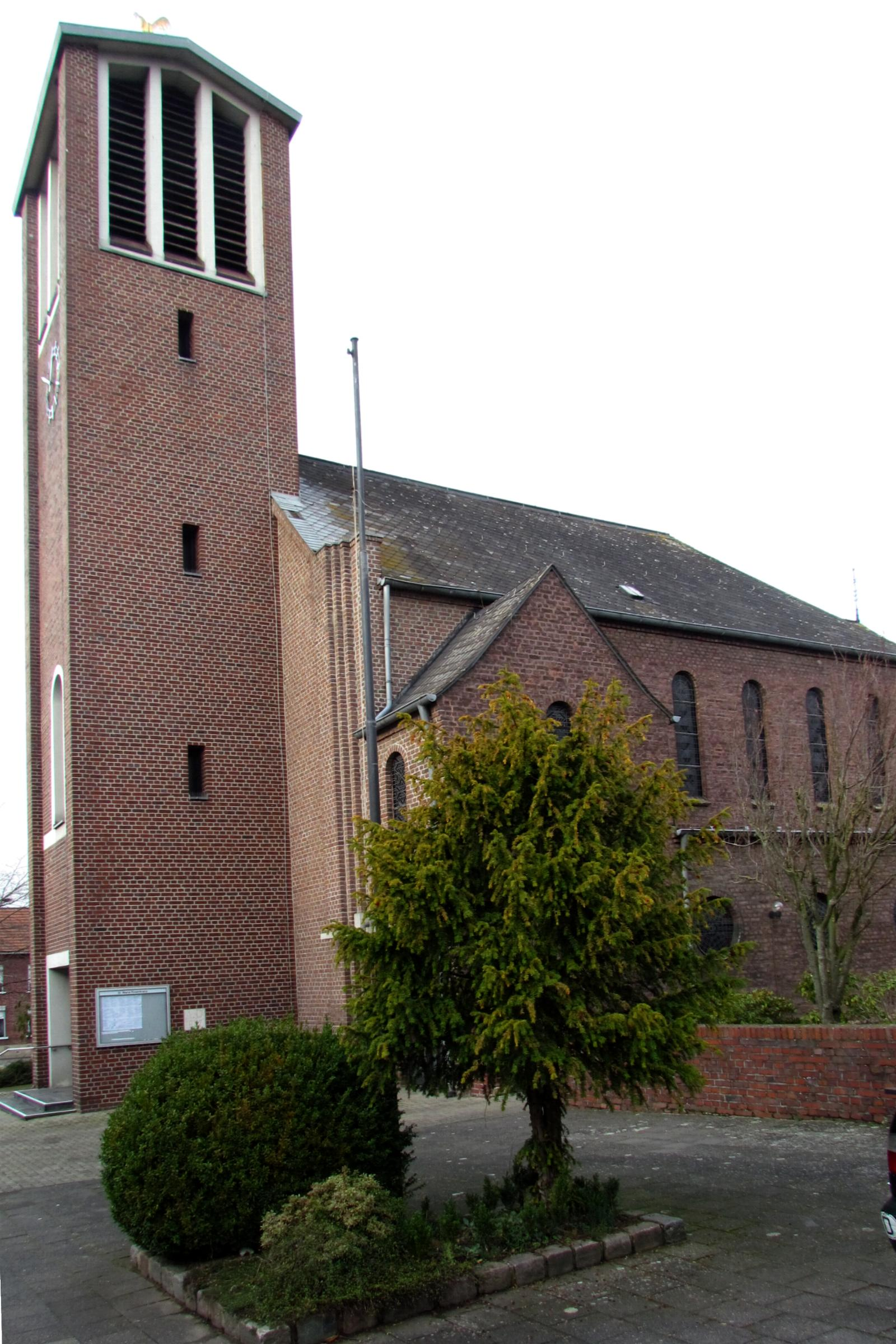

Die römisch-katholische Kirche St. Mariä Rosenkranz hat ihren Standort im Ortsteil Porselen in der Stadt Heinsberg in Nordrhein-Westfalen.

## Lage
Die Kirche steht in der Mitte des Ortes Porselen an der Rochusstraße 1. An der Westseite der Kirche stehen Parkmöglichkeiten zur Verfügung. Das Pfarrhaus steht in der Nähe der Kirche.

## Geschichte
Am 23. April 1893 wurde der Grundstein zum Bau der Kirche gelegt. Die Baupläne dazu hatte der um 1890 gegründete Kapellenbauverein von der Kirche in Houverath gekauft, die der Architekt August Carl Lange gezeichnet hatte. 1894 konnte die Kirche eingeweiht werden. Nach dem Ersten Weltkrieg stieg die Bevölkerungszahl an, so dass die Kirche erweitert werden musste. Nach Plänen von Peter Salm aus Aachen, wurde 1932 das Langhaus erheblich verbreitert und statt der Gewölbe eine flache Decke eingezogen. Am 16. Oktober 1932 war die feierliche Weihe. Ausgemalt wurde die Kirche von Ernst Jansen-Winkeln aus Mönchengladbach. Bei der Behebung der Kriegsschäden aus November 1944 wurde 1954/55 der Altarraum geändert und ein neuer Altar angeschafft. Dieser wurde am 31. Juli 1955 geweiht. 1957 wurde der Turm erneuert.
St. Mariä Rosenkranz gehört heute zur Gemeinschaft der Gemeinden (GdG) Heinsberg-Oberbruch (Bistum Aachen).

## Architektur
Bei dem Gebäude handelt es sich um einen Backstein-Saalbau mit einem eingezogenen, rundgeschlossenen Altarraum im Norden. Der dreigeschossige Turm ist im Süden vorgebaut und wird von einem Wetterhahn bekrönt.

## Ausstattung
- Die Orgel mit 14 Registern, aus dem Jahre 1968 wurde von der Fa. Wilbrand aus Übach-Palenberg gebaut.
- Im Kirchturm befinden sich vier Glocken aus dem Jahre 1957.[1]
- Am Kirchturm zeigt eine Turmuhr die Uhrzeit nach Norden und Süden an.
- Die Kirche besitzt eine Buntverglasung.[2]
- In der Kirche sind ein Altar aus Mozara-Marmor, ein Marienaltar, ein Predigtstuhl und mehrere Heiligenfiguren vorhanden.

## Galerie

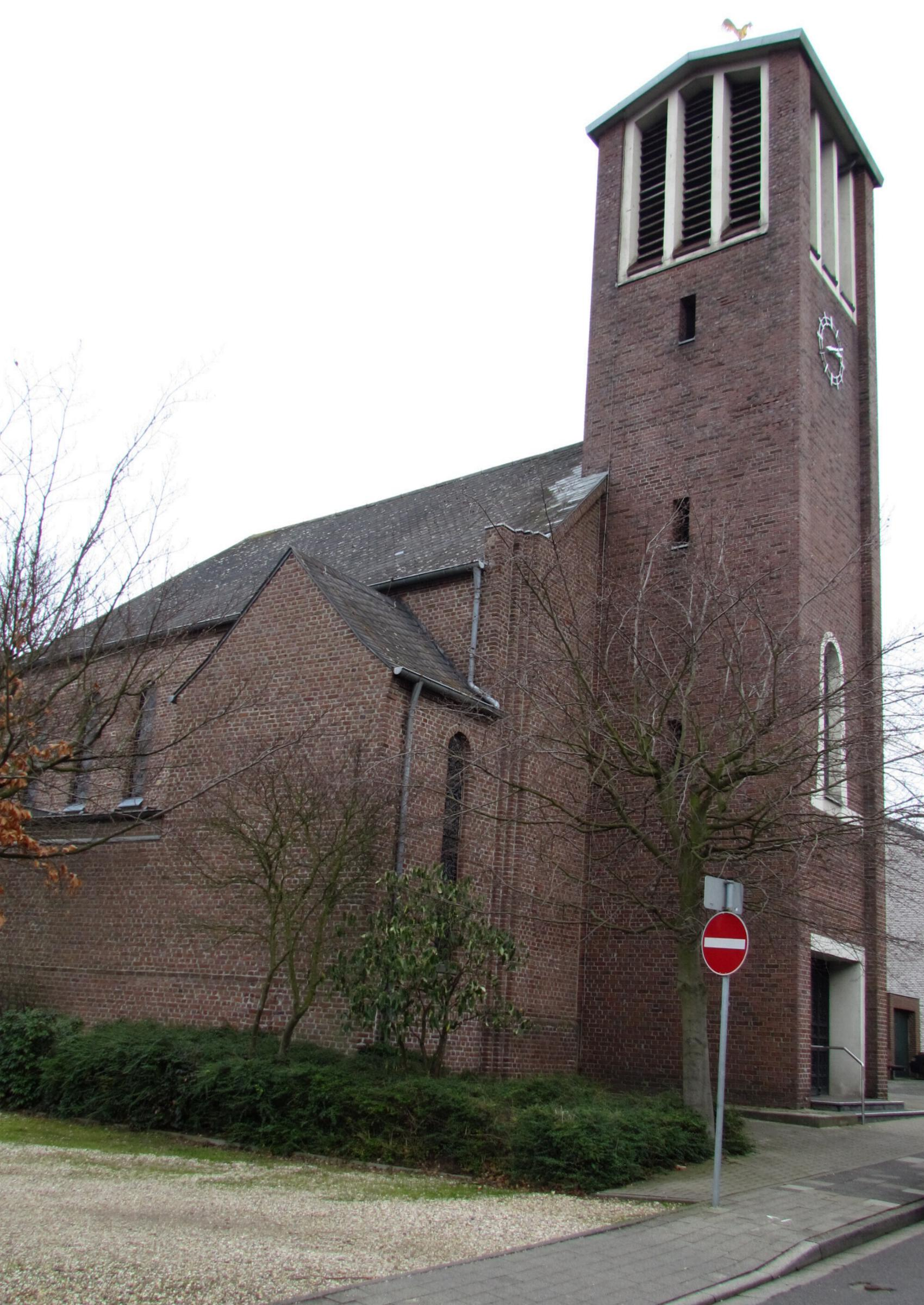
Westseite
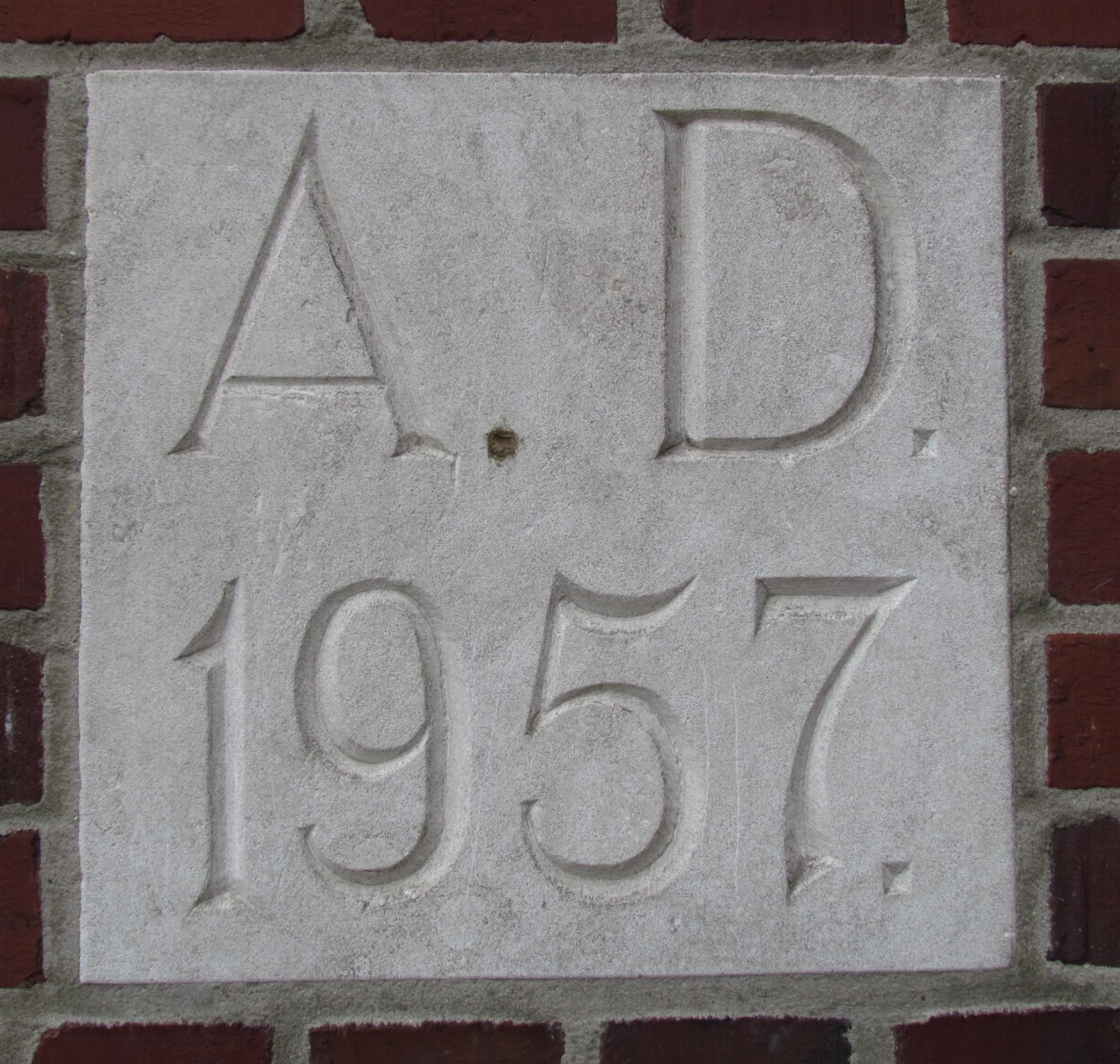
Turmbaujahr
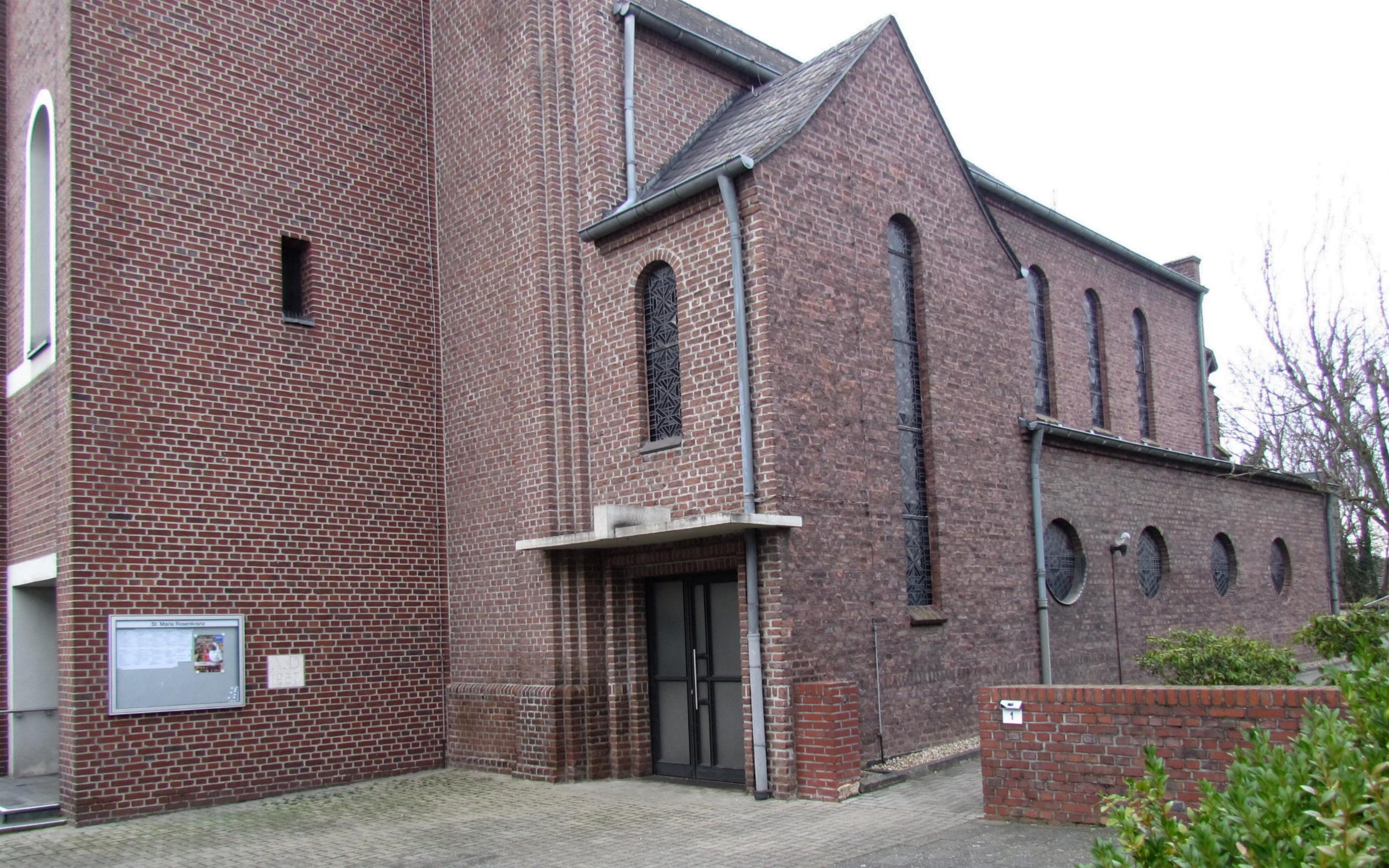
Ostseite
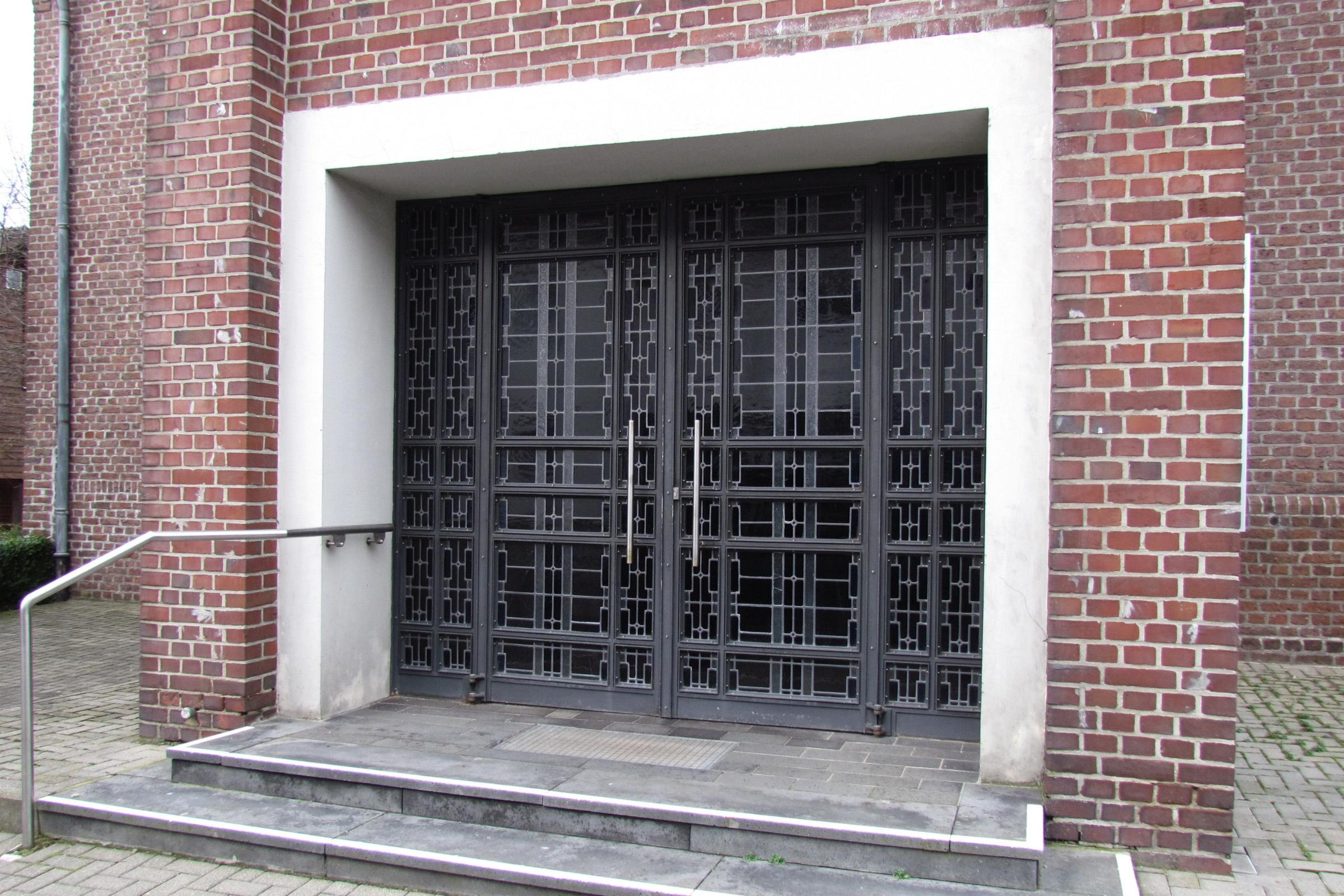
Kircheneingang